# Мирваиз Юсуф Шах
Мирваиз Мухаммад Юсуф Шах (урду محمد یوسف شاہ‎; 19 февраля 1894, Раджаури Кадал, Сринагар, Джамму и Кашмир, Британская Индия — 12 декабря 1968, Равалпинди, Пенджаб, Пакистан) — политический и государственный деятель Азад-Кашмира, дважды Президент Азад-Кашмира (2 декабря 1951—18 мая 1952 и 30 мая 1956—8 сентября 1956), мусульманский религиозный лидер, глава ислама в Кашмире, переводчик.

## Биография
Исламское образование получил в Дар уль-Улюм Деобанде. Служил имамом (главным священником) Шринагарской соборной мечети в Сринагаре.
В 1932 году был одним из лидеров-основателей политической партии «Национальная конференция Джамму и Кашмира». Во временя выборов 1934 года в Праджа Сабха (законодательное собрание) Юсуф Шах сформировал отдельную партию под названием «Мусульманская конференция Азад». Под его руководством Мусульманская конференция заключила союз с Всеиндийской мусульманской лигой
и в июле 1947 года приняла резолюцию с требованием присоединения штата Джамму и Кашмир к Пакистану на основе «географического, экономических, языковых, культурных и религиозных условий».
Бо́льшую часть своей политической карьеры посвятил противостоянию Национальной конференции Джамму и Кашмира, включая поддержку Пакистана во время Первой индо-пакистанской войне. Позже переехал в Азад-Кашмир,, где дважды был президентом Азад-Кашмира: один раз в 1951—1952 году и другой в 1956 году.
Автор первого кашмирского перевода и толкования Корана.